# Thomas Lehne Olsen
Thomas Lehne Olsen (ur. 29 czerwca 1991 w Moelv) – norweski piłkarz, grający na pozycji napastnika w Lillestrøm SK.

## Kariera klubowa
Wychowanek Moelven IL, w którym grał do 2008 roku jako pomocnik, po czym trafił do Ham-Kam, mimo zainteresowania ze Stabæk Fotball. W Ham-Kam zadebiutował 14 marca 2009 w meczu z Alta IF, w którym strzelił gola. Na początku 2013 roku został zawodnikiem Strømsgodset IF, w którym zadebiutował 24 maja 2013 w meczu z Aalesunds FK. Wraz z klubem zdobył w 2013 roku mistrzostwo Norwegii. W sierpniu 2014 został wypożyczony do końca sezonu do Ullensaker/Kisa IL. W grudniu 2015 podpisał trzyletni kontrakt z Tromsø IL. Zadebiutował w tym klubie 13 marca 2016 w zremisowanym 1:1 meczu z Molde FK. W lutym 2018 podpisał trzyletni kontrakt z Lillestrøm SK. Zadebiutował w tym klubie 11 marca 2018 w przegranym 1:3 spotkaniu z Bodø/Glimt FK, w którym strzelił gola. W grudniu 2019 przedłużył kontrakt z klubem do końca 2022 roku. W sezonie 2021 strzelił 26 goli w lidze, co dało mu drugie miejsce w klasyfikacji najlepszych strzelców. W grudniu 2021 podpisał roczny kontrakt z Shabab Al-Ahli Dubaj. W sierpniu 2022 wrócił do Lillestrøm SK, podpisując czteroletni kontrakt.

## Kariera reprezentacyjna
Był młodzieżowym reprezentantem Norwegii w kadrach od U-18 do U-21. 2 listopada 2021 został po raz pierwszy powołany do seniorskiej reprezentacji na mecze z Łotwą i Holandią. 16 listopada zadebiutował w kadrze, wchodząc na boisko w 87. minucie przegranego 0:2 meczu z Holandią.

## Życie prywatne
Jego młodszy brat Henrik również jest piłkarzem.